# Пернянгаші (Троїцько-Посадське сільське поселення)
Пернянга́ші (рос. Пернянгаши, марій. Юнго Парнингаш) — присілок у складі Гірськомарійського району Марій Ел, Росія. Входить до складу Троїцько-Посадського сільського поселення.
Стара назва — Пернянгаш.

## Населення
Населення — 110 осіб (2010; 104 у 2002).
Національний склад (станом на 2002 рік):
- гірські марійці — 95 %